# Gracixalus seesom
Espèce
Gracixalus seesom est une espèce d'amphibiens de la famille des Rhacophoridae.

## Répartition
Cette espèce est endémique de Thaïlande. Elle se rencontre dans les provinces de Kanchanaburi et de Chiang Mai entre 942 et 1 650 m d'altitude..

## Publication originale
- Matsui, Khonsue, Panha & Eto, 2015 : A new tree frog of the genus Gracixalus from Thailand (Amphibia: Rhacophoridae). Zoological Science, Tokyo, vol. 32, p. 204–210.